# マイケル・ジャクソンズ・ムーンウォーカー
『マイケル・ジャクソンズ ムーンウォーカー』（Michael Jackson's Moonwalker）とは、1990年8月25日にセガから発売されたアーケードゲームおよびメガドライブ用ソフト。
自身がゲームファンであるマイケル・ジャクソンが監修を務めた、マイケルの主演映画『ムーンウォーカー』（1988年）をベースとしたゲーム。多くの子供たちを誘拐する暗黒組織に対し、マイケルが子供たちを救出するために立ち向かう。BGMや特殊攻撃にはマイケルの音楽作品やダンスが盛り込まれた。
アーケード版およびメガドライブ版は、マイケルがセガ運営のアミューズメント施設を訪れて気に入ったことがきっかけで、1989年にマイケルから自身を主人公としたゲームの制作を提案され開発が始まり、提示された構想内容を見たマイケルから「人を殺すような攻撃は望んでいない」などの意見を受け、約1年かけて制作された。開発したセガによれば、このゲームを発売するに至ったきっかけは、マイケル自身が体感ゲームを集めて自宅に設置スペースを設けるほどのゲームマニアで、1988年12月の日本公演時に、セガ本社に来訪したことがそもそもの始まりなのだという。また、ゲームの企画からマイケル自身が参加しており、セガ開発陣との度重なるミーティングを実施して、妥協を知らないマイケルの厳しいチェックを通過して彼の創作願望がそのまま表現された作品なのだという。
アーケード版とメガドライブ版、ジェネシス版（メガドライブの米国版）は、ほぼ同時期に発売され、アーケード版とメガドライブ版は全く異なる内容であるが、どちらの版でもロボットに変身するのは、原作の映画終盤の演出からである。

## アーケード版
マイケル・ジャクソン主演の同名映画からその題材をとったファンタジー・アクション・ゲーム。ゲームの音楽にもマイケルの「Bad（バッド）」「Beat it（ビート・イット）」「Smooth Criminal（スムーズ・クリミナル）」などの大ヒット曲が使用されている。
クオータービューの見下ろし型斜めスクロールアクションゲーム。ステージ途中にいる子供たちの全員を解放し、ステージ最後にいるボスを倒す。3人同時プレイが可能で、それぞれマイケルのプレイヤーカラーが1Pが白、2Pが赤、3Pが黒になる。

### ゲーム内容

#### システム
ボタンで手から放つ衝撃波（溜め撃ちが可能）で敵を倒せるほか、もう1つのボタンで画面のすべての敵にダメージを与える「ダンス・マジック」（回数ストック制）を発動可能(発動時はマイケル全員にスポットライトが当たり、マイケルの楽曲とともに敵も踊りだす)。道中の子供には、助けると体力回復やダンスの残り回数が回復する特典があるものもいる。
ステージ中の決まった地点に来ると出現するバブルス君（マイケルが飼っているチンパンジー）に触れると一瞬巨大化してロボットに変身する。ロボット形態になると腕から射程の長いレーザーを発射するようになり、溜め撃ちはミサイル攻撃に変わる。

#### ステージ構成
- ラウンド1 - CAVERN（音楽：「バッド」）
- ラウンド2 - AMUSEMENT QUARTER（音楽：「スムーズ・クリミナル」）
- ラウンド3 - NIGHT STREET（音楽：「今夜はビート・イット」）
- ラウンド4 - GRAVEYARD（音楽：「アナザー・パート・オブ・ミー」）
- ラウンド5 - EVIL FORTRESS（音楽：「バッド」）

## メガドライブ版
サイドビューの縦横スクロールアクションゲーム。ステージの各所にいる子供たちを解放することがラウンド5までの目的で、ひとり解放する毎にライフが回復し、全員を解放するとバブルス君（マイケルが飼っているチンパンジー）が現れて、敵のボスであるミスター・ビッグの居場所を教えてくれる。だがその場所にたどり着いても「HAHA!YOU'LL NEVER CATCH ME!」と挑発的なセリフをフキダシで表示するだけで、後を部下に任せて逃げてしまう。
最終面であるラウンド6は宇宙船に変身したマイケルと宇宙船に乗ったミスター・ビッグが戦う3Dシューティングゲーム（ナムコのスターラスター風）となっている。

### ゲーム内容

#### システム
3つのボタンで攻撃、ジャンプ、マジック（後述）を行う。
マジック
下記のマジックを使うとボタンを長押しした量に応じてライフを消費する。
スピンアタック（ライフ消費小）
その場で回転を始めて触れた敵を弾き飛ばす。回転しながら移動することも可能なほか、回転中は無敵状態になるため銃弾ですら通り抜ける。後述するダンスアタックまで溜める際にも無敵が継続するため、確実に発動することができる。
ハットアタック（ライフ消費中）
帽子をブーメランのように投げて敵を倒す。投げられた帽子には貫通能力があるため複数の敵を倒すことが可能。なおこの際は敵が「爆発」する。
ダンスアタック（ライフ消費大）
一定時間回転を続けるとマイケルが「フー！」と叫んで回転が止まり、ダンス開始のポースを取る。続いて画面上のすべての敵(人間のみならずゾンビや野犬まで)がマイケルと一緒にダンスを踊り続けて、踊り疲れさせることによって敵全員にダメージを与える。ボス敵など一回では倒せない敵も存在する。
ムーンウォーク
Bボタンを押しながら移動すると「ムーンウォーク」しながら移動する。発動中は通常移動だと速度が遅くなるエリアの効果を受けない。
ポーズ
ドアやトランク、マンホールの蓋を開ける際には、回転してポーズを決めながら開ける。
階段上で十字ボタンの下とマジックボタンを同時押しすると、「フー！」と叫びながら手すりの上を滑り落ちる。当たり判定が存在するため、階段上にいる敵を倒すことも出来る。
ロボット
各ステージで特定の位置にいる子供を最初に助けると流れ星が出現する。取れば一定時間ロボットに変身し、空中を飛行したり、ビームやミサイル等、圧倒的火力によって敵を倒す事ができる。ロボットになっている間は子供を助けられなくなるが、隠れている位置が分かるようになるため、変身解除後に位置がわかった状態で探すことができる。
通常、敵の撃破は画面外から無尽蔵に沸いてくるシステムなので全く意味がないが、ラウンド5ではストーリーの都合上子供を全員助け出した後、強制的にロボットに変身し、一定数の敵を撃破することで敵の基地も破壊されラウンドクリアとなる。

#### ステージ構成
- ラウンド1 - CLUB30（音楽：「スムーズ・クリミナル」）
- ラウンド2 - STREET（音楽：「今夜はビート・イット」）
- ラウンド3 - WOODS（音楽：「アナザー・パート・オブ・ミー」）
- ラウンド4 - CAVERN（音楽：「ビリー・ジーン」）
- ラウンド5 - THE ENEMY HIDEOUT（音楽：「バッド」）
- ラウンド6 - MICHAEL'S BATTLE PLANE

初期出荷バージョンのみ、ラウンド3とラウンド5でダンスアタックを使用した際スリラーが流れる。

### 移植版
| No. | タイトル                     | 発売日           | 対応機種               | 開発元                 | 発売元 | メディア     | 型式 | 備考 |
| --- | ---------------------------- | ---------------- | ---------------------- | ---------------------- | ------ | ------------ | ---- | ---- |
| 1   | Michael Jackson's Moonwalker | 1990年 1991年2月 | セガ・マスターシステム | アークシステムワークス | セガ   | ロムカセット | 7052 |      |

## スタッフ
メガドライブ版
- 企画：KOI（小泉治）
- プランナー・アシスタント：CAPTAIN ELF
- デザイナー：DOYJOY、CHIE SAMA（吉田千恵）、JIYNA（石渡爾奈）
- プログラマー：EKAS、MT.BOOK（山本正伸）、610
- プログラム・アシスタント：NAS ATAGAN
- サウンド・コンポーザー：JIMITA（久保田浩）
- サウンド・アシスタント：MIDDLE VILLAGE（中村隆之）、IAGAN（長井和彦）
- サウンド・アドバイザー：上保徳彦
- スペシャル・サンクス：アル・ニルセン
- ゲーム・コンセプト：マイケル・ジャクソン
- デザイン：マイケル・ジャクソン

## 評価
アーケード版
ゲーム誌『ゲーメスト』（新声社）誌上で行われていた「第4回ゲーメスト大賞」（1990年度）においてベストアクション賞で8位を獲得、その他にベスト演出賞で7位、ベストVGM賞で3位、年間ヒットゲームで46位、ベストキャラクター賞ではマイケルが8位を獲得した。
メガドライブ版
- ゲーム誌『ファミコン通信』のクロスレビューでは、6・6・8・6の合計で26点（満40点）となっており[16][8]、レビュアーの意見としては、「操作感がちょっとノロいかなあってほかは、じつにフツー」などと評されている[16]。

- ゲーム誌『メガドライブFAN』の読者投票による「ゲーム通信簿」での評価は以下の通りとなっており、21.09点（満30点）となっている[10]。また、同雑誌1993年7月号特別付録の「メガドライブ&ゲームギア オールカタログ'93」では、本作がマイケル主演の同名映画を題材としている事を指摘した上で、「華麗なダンスで敵を倒していくのだが、そのアクションは実物そっくりだ」と称賛した[10]。

| 項目 | キャラクタ | 音楽 | 操作性 | 熱中度 | お買得度 | オリジナリティ | 総合  |
| 得点 | 4.03       | 4.02 | 3.06   | 3.10   | 3.24     | 3.64           | 21.09 |